# 掩蔽效应
掩蔽效应是听觉系统对一种声音的感知被另一种声音所阻碍的现象。
在频域上的听觉掩蔽效应一般被称为“同时掩蔽”或“频域掩蔽”，在时域上的掩蔽被称为“时域掩蔽”或“非同时掩蔽”。

## 同时掩蔽
一种声音被另一种同时发出的声音所掩盖，称为同时掩蔽。例如，在1kHz频率上发出的声强较大的声音，可能会将在1.1kHz频率上声强较小的声音掩盖。同样地，在440Hz和450Hz上分别先后发出的两个声音可以被清楚地分辨，但当它们同时发出时，就会变得难以识别。

## 时域掩蔽
时域掩蔽发生在时间上相邻的声音之间。噪音在欲听到的声音之后，称为超前掩蔽；噪音在该声音之前，则称为滞后掩蔽。一般来说，超前掩蔽很短，只有5~20ms，而滞后掩蔽可以持续50~200ms。